# スティーブ・マーティンのSGT.ビルコ/史上最狂のギャンブル大作戦
『スティーブ・マーティンのSGT.ビルコ/史上最狂のギャンブル大作戦』（スティーブ・マーティンのサージャント.ビルコ/しじょうさいきょうのギャンブルだいさくせん、原題：Sgt. Bilko）は、1996年にアメリカで製作されたコメディ映画である。監督はジョナサン・リン、脚本はアンディ・ブレックマンが務め、スティーブ・マーティン、ダン・エイクロイド、フィル・ハートマンらが主演した。1950年代の人気テレビ番組『The Phil Silvers Show』の映画化作品。同番組はしばしば「Sgt. Bilko」や「Bilko」の通称で呼ばれていた。

## あらすじ
アーネスト・ビルコ曹長は、アメリカ陸軍のフォート・バクスター駐屯地の車両部に勤務する軍人である。彼は車両部の部下を率いて兵隊たちのギャンブルを仕切り、お人好しの駐屯地司令ジョン・ホール大佐を視察の度にあれこれと丸め込んでは気ままな日々を過ごしていた。
政府の軍事費削減に基づく駐屯地閉鎖の噂がささやかれ始める頃、フォート・バクスターで開発中の新形ホバー戦車のテストを査察するべく国防総省より査察官コリン・ソーン少佐が派遣されてくる。テストが大失敗に終わるとソーンは早々に視察を終えようとするが、引き止めようとするホールが口にしたビルコの名を聞き顔色を変える。かつてフォート・ディックスに勤務していた頃、ソーンはボクシング試合に関わるビルコのイカサマの巻き添えをくらってグリーンランドに左遷された過去があり、以来ビルコへの復讐を誓っていたのである。
こうして、不正を暴こうと手を尽くすソーンとビルコ率いる車両部の知恵比べが始まる。

## キャスト
※括弧内は日本語吹替
- アーネスト・G・ビルコ曹長 - スティーヴ・マーティン（安原義人）
- ジョン・T・ホール大佐 - ダン・エイクロイド（玄田哲章）
- コリン・ソーン少佐 - フィル・ハートマン（宝亀克寿）
- リタ・ロビンス - グレン・ヘドリー（叶木翔子）
- ウォーリー・ホルブルック上等兵 - ダリル・ミッチェル（英語版）（成田剣）
- ディノ・パパレリ - マックス・カセラ（津久井教生）
- ドゥエイン・ドーベルマン二等兵 - エリック・エドワーズ（安西正弘）
- ヘンショー軍曹 - ジョン・マーシャル・ジョーンズ（英語版）（水野龍司）
- ラクエル・バーベラ軍曹 - パメラ・アドロン
- エバーソール少佐 - オースティン・ペンドルトン（田原アルノ）
- オスター中尉 - クリス・ロック
- マンデー中尉 - キャシー・シルバース（英語版）
- ムーン大尉 - スティーヴ・パーク（英語版）
- ホール夫人 - デブラ・ジョー・ラップ
- テニスン将軍 - リチャード・ハード（英語版）

## 製作
ビルコ曹長役はアルバート・ブルックスやマイケル・キートンにも打診されているがいずれも拒否されており、またマーティンに決定する前にはロビン・ウィリアムズやビリー・クリスタルの立候補もあったという。

## 評価
本作は興行的には失敗しており、評価もおおむね低く、レビューサイトRotten Tomatoesでは32%のrotten（腐ってる）評価が与えられた。